# Glutarimida
Glutarimida é um composto químico orgânico apresentando uma anel piperidina com dois grupos cetona ligados próximos ao nitrogênio (grupo -NH-) em posição alfa em relação aos dois grupos carbonilo (C=O), configurando uma imida. A molécula representa a estrutura base das glutarimidas (ou derivados glutarimídicos), classe de moléculas de ação anticonvulsiva usada na cura da epilepsia, assim como a talidomida e a glutetimida. É o componente estrutural da cicloeximida, um inibidor muito potente de síntese de proteínas.
Tem sido sugerido que atua como molécula transportadora (vetor), de transporte de substituintes (grupos funcionais) biologicamente ativos através das membranas celulares, sendo que cálculos químicos e estudos experimentais indicam que suas características estruturais e propriedades fisico-químicas mostram-se notavelmente similares às dos derivados de uracila, de onde fármacos derivados de glutarimida podem interagir com receptores específicos envolvidos no transporte de nucleosídeos de uracilo e timina e podem atravessar facilmente membranas biológicas.